# Documento Pessoal de Identificação
Na Guatemala, o Documento Pessoal de Identificação, (Documento Personal de Identificación) ou DPI, é o documento legal e oficial de identificação de cada cidadão para todos os atos civis, administrativos, legais e, em geral, para todos os atos em que, por lei, a pessoa deve se identificar. Ele é emitido desde agosto de 2010 pelo Registro Nacional de Pessoas, o RENAP.

## Dacédula de vecindadao DPI
A Cédula de Vecindade era o documento legal pelo qual as pessoas maiores de idade se identificavam na Guatemala, um documento que perdeu completamente sua validade em 24 de agosto de 2013, depois que a Corte de Constitucionalidade negou dois recursos de amparo apresentados por deputados guatemaltecos que pretendiam estender ainda mais o prazo para que os guatemaltecos pudessem fazer a troca.
A Cédula de Vecindade foi criada pelo Decreto 1735 do Congresso da República da Guatemala para identificar todos os guatemaltecos com idades entre 18 e 60 anos, conforme estabelecido no artigo 1 do mencionado decreto. O artigo 2 do decreto estabelecia que em cada município seria mantido um livro chamado "Registro de Vecindade," que teria os mesmos requisitos que os livros do Registro Civil.
É importante mencionar que, até a criação do Registro Nacional de Pessoas, as inscrições relacionadas ao estado civil e identificação das pessoas eram feitas nos registros civis das municipalidades. Dependendo do município de nascimento da pessoa, era feita a designação da sede de registro. Os registros municipais usavam papel e máquinas de escrever mecânicas para documentar tudo relacionado a esses assuntos, o que causava muitos problemas ao Estado, já que essas sedes eram roubadas ou os livros físicos eram destruídos por incêndios ou inundações.

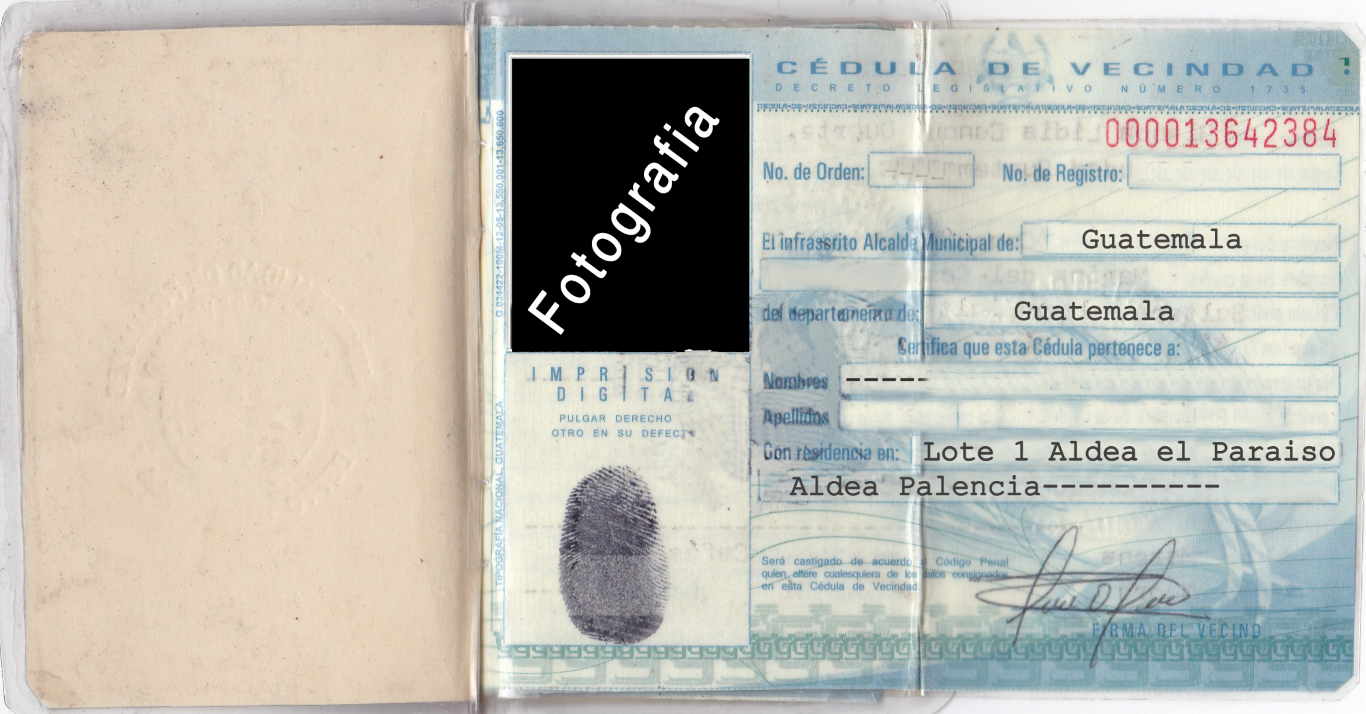
Imagem real de uma Cédula de Vecindade

A Cédula de Vecindad era um documento impresso em papel e cartão, contendo formulários pré-impressos para registrar os dados de identificação do cidadão que atingia a maioridade. Uma fotografia em preto e branco de 4x3 centímetros era colada com cola resistente.
Devido ao material frágil com o qual era feita, era facilmente falsificável e se deteriorava com facilidade. Isso resultou em problemas eleitorais, com alegações de que cédulas falsificadas ou duplicadas eram usadas nos processos eleitorais para aumentar o número de votos.

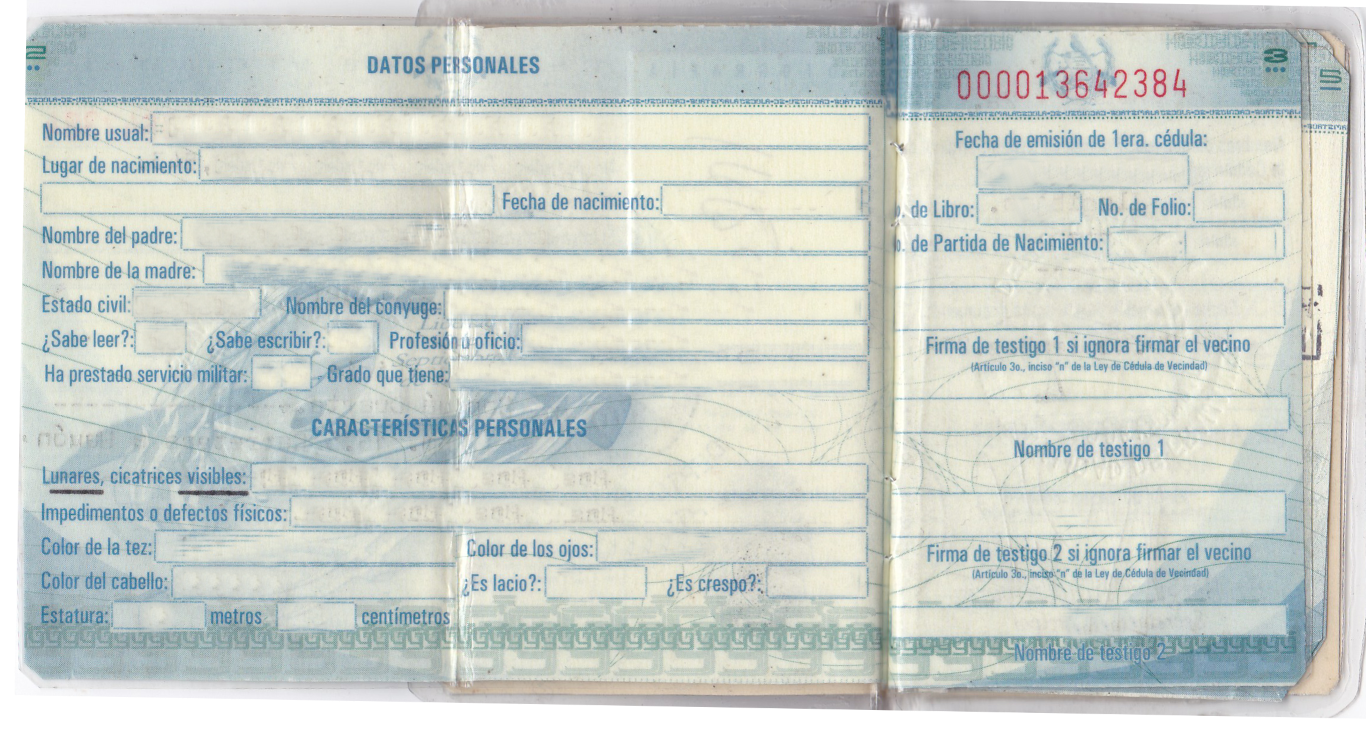
Os espaços enchiam-se a máquina ou a mão.

É por isso que aproveitando os avanços tecnológicos, o DPI substituiu a tradicional Cédula de Vecindad, pois esta última tinha características que a tornavam obsoleta em termos de segurança e confiabilidade como documento de identidade pessoal. O segundo Considerando da Lei do Registro Nacional de Pessoas estabelece: "Que a Cédula de Vecindad, além de ser um documento perecível e carente de confiabilidade, uma vez que data desde 1931, por ter sido criada pelo Decreto Número 1735 da Assembleia Legislativa, é administrada pelos Registros de Vecindad que não exercem controles sobre sua emissão, o que facilita sua falsificação, além de ser um documento elaborado em um material carente de medidas de segurança e de fácil deterioração."

## Características do DPI

### Medidas de segurança
Conforme estabelecido pelo artigo 53 do Decreto 90-2005 do Congresso da República da Guatemala, o DPI será impresso e processado com materiais e técnicas que garantam a inalterabilidade e intransferibilidade de seus dados. Seu tamanho e outras características físicas devem estar em conformidade com os padrões internacionais, como ANSI/NIST, ANSI/INCITS, ISO, e normas aplicáveis da ICAO para esse tipo de documentos.

### Uso do documento
De acordo com o artigo 50 do Decreto 90-2005 do Congresso da República da Guatemala, todos os guatemaltecos e estrangeiros domiciliados maiores de 18 anos têm o direito e a obrigação de obter o mencionado documento. Além disso, estabelece que este é o único documento pessoal de identificação para todos os atos civis, administrativos, legais e, em geral, para todos os casos em que, por lei, seja necessário se identificar. É também o documento que permite ao cidadão se identificar para exercer o direito de voto.
O artigo 52 da mesma lei estabelece que a portabilidade do documento é obrigatória, e o artigo 54 estabelece que, para fins de identificação oficial de pessoas naturais, nenhum particular, autoridade ou funcionário pode exigir a apresentação de outro documento que não seja o DPI, que também não pode ser revistado ou retido.

### Vigência
De acordo com o artigo 63 do Decreto 90-2005, o documento pessoal de identificação terá uma validade de dez anos, desde que o titular não faça alterações em seu estado civil, capacidade civil, mudança de nome ou altere substancialmente sua aparência física devido a acidentes ou outras causas. Em tais casos, o RENAP emitirá um novo documento. Além disso, estabelece que após o período de dez anos, o DPI é considerado vencido e expira para todos os efeitos legais. Portanto, os cidadãos devem comparecer ao Registro Nacional de Pessoas para renovar o documento.
O artigo 64 do mesmo decreto estabelece que o documento pessoal de identificação para pessoas com mais de 70 anos terá validade indefinida e não será necessário renová-lo.

### Fundamento Legal
O Decreto 90-2005 do Congresso da República da Guatemala, Lei do Registro Nacional de Pessoas, nos artigos do 50 ao 66, contém todas as regulamentações vigentes relacionadas ao DPI.

## Tipos de DPI
De acordo com o estabelecido no Capítulo Segundo, Artigo 8 do Regulamento para a Emissão do Documento Pessoal de Identificação, de acordo com a Resolução do Conselho do RENAP número 303-2008, existem os seguintes tipos de documentos de identificação pessoal:

### DPI para guatemaltecos maiores de idade
De acordo com a legislação guatemalteca, especificamente o Código Civil, Decreto-Lei 106, um guatemalteco é considerado maior de idade aos 18 anos, momento em que adquire plena capacidade civil para exercer direitos e assumir obrigações por si mesmo. Portanto, de acordo com a lei e especificamente o regulamento de emissão do DPI, ao atingir a maioridade, é obrigatório e um direito obter o documento de identificação.
No caso dos guatemaltecos que residem em outros países, eles podem obter seu documento pessoal de identificação nas repartições consulares que possuam sedes do Registro Nacional de Pessoas.

### DPI para Estrangeiros domiciliados
Conforme estabelecido no Artigo 10 do Regulamento para a Emissão do Documento Pessoal de Identificação, de acordo com a Resolução do Conselho do RENAP número 303-2008, aos estrangeiros domiciliados registrados no Registro Civil de Pessoas, será emitido o documento pessoal de identificação em uma cor diferente da dos cidadãos guatemaltecos, assim que receberem da parte do Instituto Guatemalteco de Migração a residência permanente. Esse documento terá o mesmo conteúdo que o dos guatemaltecos e deve ser emitido com a denominação "Documento Personal de Identificación para Extranjero Domiciliado."

### DPI para guatemaltecos menores de idade
De acordo com o que estabelece o Artigo 15 do Regulamento para a Emissão do Documento Pessoal de Identificação mencionado anteriormente, o documento de identificação para menores de idade (de 0 a 17 anos) é um documento público, pessoal e intransferível, que deve ser solicitado ao RENAP pelos pais ou por aqueles que exercem a pátria potestade. O uso deste documento seria opcional.
No entanto, este documento deixou de ser emitido em 2014 devido à falta de recursos do Estado para a sua emissão, ao pouco interesse da população e à falta de organização da entidade. A emissão começou de forma limitada em 2013, mas teve que ser suspensa. Atualmente, não está sendo emitido de nenhuma forma, e os menores de idade se identificam apenas com a certidão de nascimento.